# Нови Истевник
Нови Истевник (мкд. Нов Истевник) је насеље у Северној Македонији, у источном делу државе. Нови Истевник је у саставу општине Делчево.

## Географија
Нови Истевник је смештен у источном делу Северне Македоније, близу државне границе са Бугарском - 6 km источно од насеља. Од најближег града, Делчева, насеље је удаљено 16 km јужно.
Насеље Нови Истевник се налази у историјској области Пијанец. Насеље се развило у долини речице Лаго, на западним падинама планине Влајне. Источно од насеља тече река Брегалница горњим делом свог тока. Надморска висина насеља је приближно 740 метара. 
Месна клима је планинска због знатне надморске висине.

## Становништво
Нови Истевник је према последњем попису из 2002. године имао 144 становника.
Претежно становништво у насељу су етнички Македонци (99%). Почетком 20. века половину становништва чинили су Торбеши (исламизовани Македонци), али су се они после Балканских ратова иселили у Турску.
Већинска вероисповест месног становништва је православље.